# Saroléa
Saroléa fou una empresa fabricant de motocicletes de luxe belga que va ser fundada per Matthias Joseph Saroléa, inicialment com a fàbrica d'armament, el 1850 a Herstal (província de Lieja). La producció de motocicletes va començar el 1892 i convertí Saroléa en la primera fàbrica de motocicletes de Bèlgica i una de les primeres del món. L'empresa deixà d'existir definitivament el 1963.

## Història

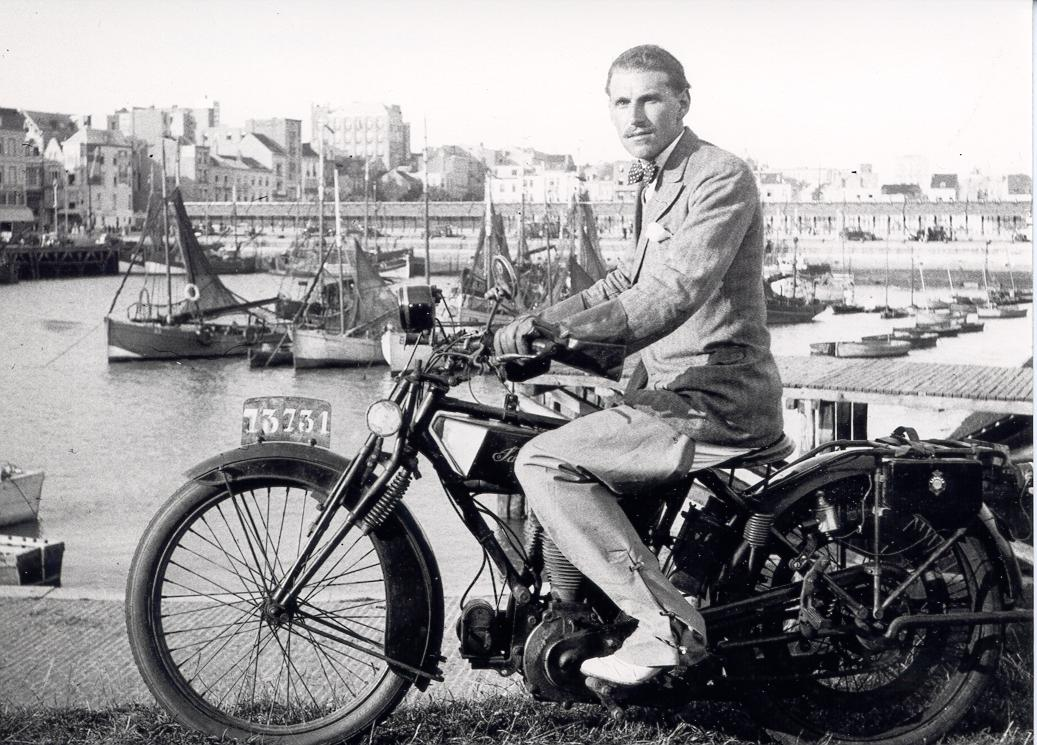
L'arquitecte Léon van Dievoet amb la seva Saroléa el 1934 a Blankenberge

Fundada com a fàbrica d'armament, el 1892 Saroléa va començar a produir les primeres motocicletes juntament amb la seva producció tradicional d'armament de guerra. Matthias Joseph Saroléa es va morir el 1894 i va deixar la direcció de l'empresa als seus fills, els quals portaren Saroléa a una dimensió internacional rellevant.
Durant la dècada del 1920, Saroléa va participar amb èxit en curses de llarga distància, resistència i pujades de muntanya.
A partir del 1927 l'empresa va començar a produir la seva pròpia caixa de canvis i a començaments de 1929 la superfície de la planta de fabricació va atènyer els 6.000 m². En aquells moments, gairebé tots els components els produïa l'empresa a les seves instal·lacions i la capacitat de producció arribava a les 50 unitats diàries. A finals de 1929, després d'una important comanda, la capacitat augmentà fins a les 75 diàries. L'empresa va produir motors tant de monocilíndrics com de bicilíndrics en V amb els quals també subministrava altres fabricants estrangers. D'altra banda, Saroléa també va fer servir alguns components produïts per tercers, com ara les caixes de canvis de Sturmey-Archer i els carburadors AMAL amb els quals completava la seva producció.
A començaments de la dècada del 1930, en plena Gran Depressió, Saroléa es va veure obligada a baixar el nivell de qualitat dels seus productes per tal de vendre models més econòmics. El primer bicilíndric lleuger de la marca, comprat a tercers fabricants el 1932, tenia una cilindrada de 147 cc i es va muntar en una unitat dissenyada per la mateixa Saroléa. Les forquilles anteriors eren d'acer prefabricat, l'arrencada elèctrica amb distribuïdor i el sistema elèctric el subministrava Bosch.
Durant la Segona Guerra Mundial, després de l'ocupació de Bèlgica pels invasors alemanys la fàbrica va ser tancada i només es van produir molt poques unitats de motocicletes.
El 1952, Victor Leloup va guanyar amb una Saroléa el primer Campionat d'Europa de motocròs de la història. René Baeten aconseguí el subcampionat amb la mateixa marca les dues temporades següents. Altres destacats pilots de motocròs que van competir amb Saroléa en algun moment o altre de la seva carrera van ser Auguste Mingels, Nic Jansen i Hennie Rietman.
El 1955, Saroléa es va unir en una empresa conjunta amb FN i Gillet, totes dues també amb seu a Herstal. Aquesta iniciativa va durar fins al 1960, quan Saroléa es va fusionar definitivament amb Gillet. El 1963, la marca Saroléa va deixar d'existir.

## Ressorgiment
A l'abril del 2014, la premsa informava del renaixement de la marca amb la producció d'una motocicleta elèctrica amb estètica nostàlgica anomenada Saroléa SP7. La moto s'hauria de fabricar amb els materials i les tecnologies més avançades i d'alta qualitat, reprenent les boniques produccions del passat, per les quals es feu famosa la marca. Es tractaria d'una moto amb 174 CV i més de 570 N·m de parell motor màxim.

## Galeria

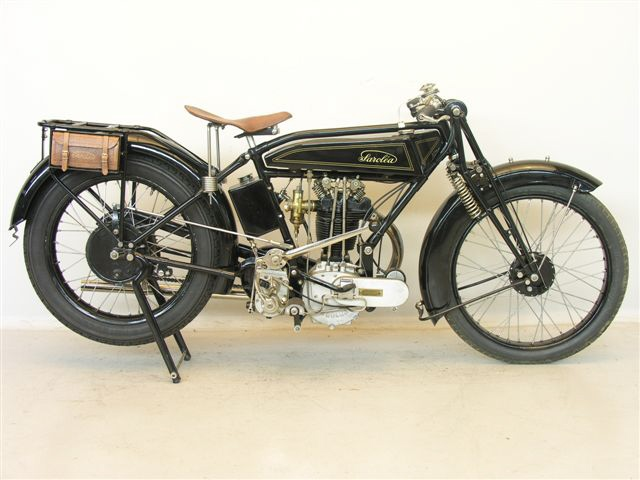
Saroléa 25 H (350 cc) del 1925
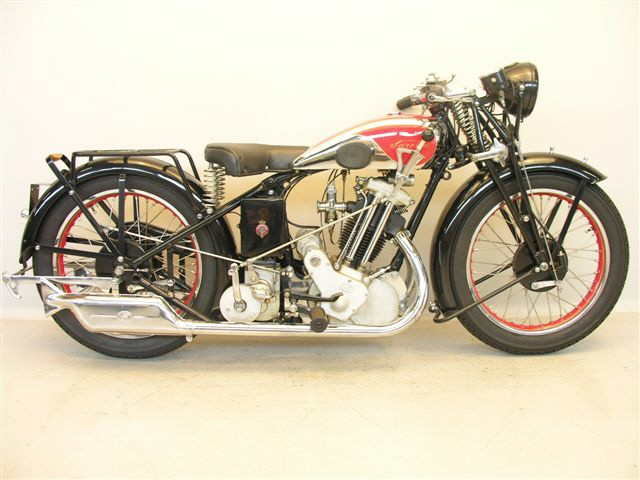
Saroléa model B 31 (350 cc) del 1931
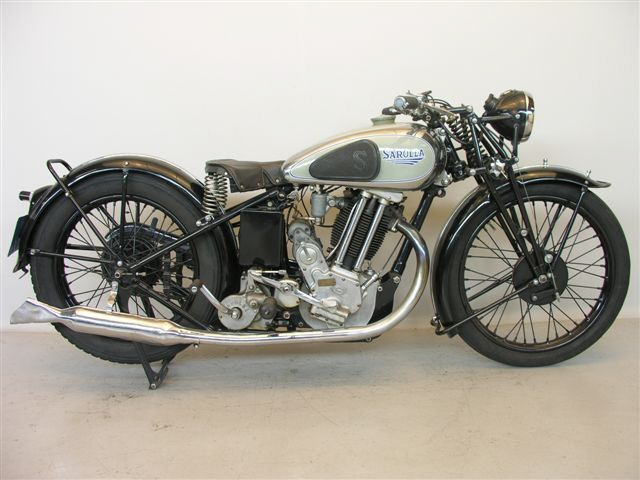
Saroléa model 36 S (600 cc) del 1936
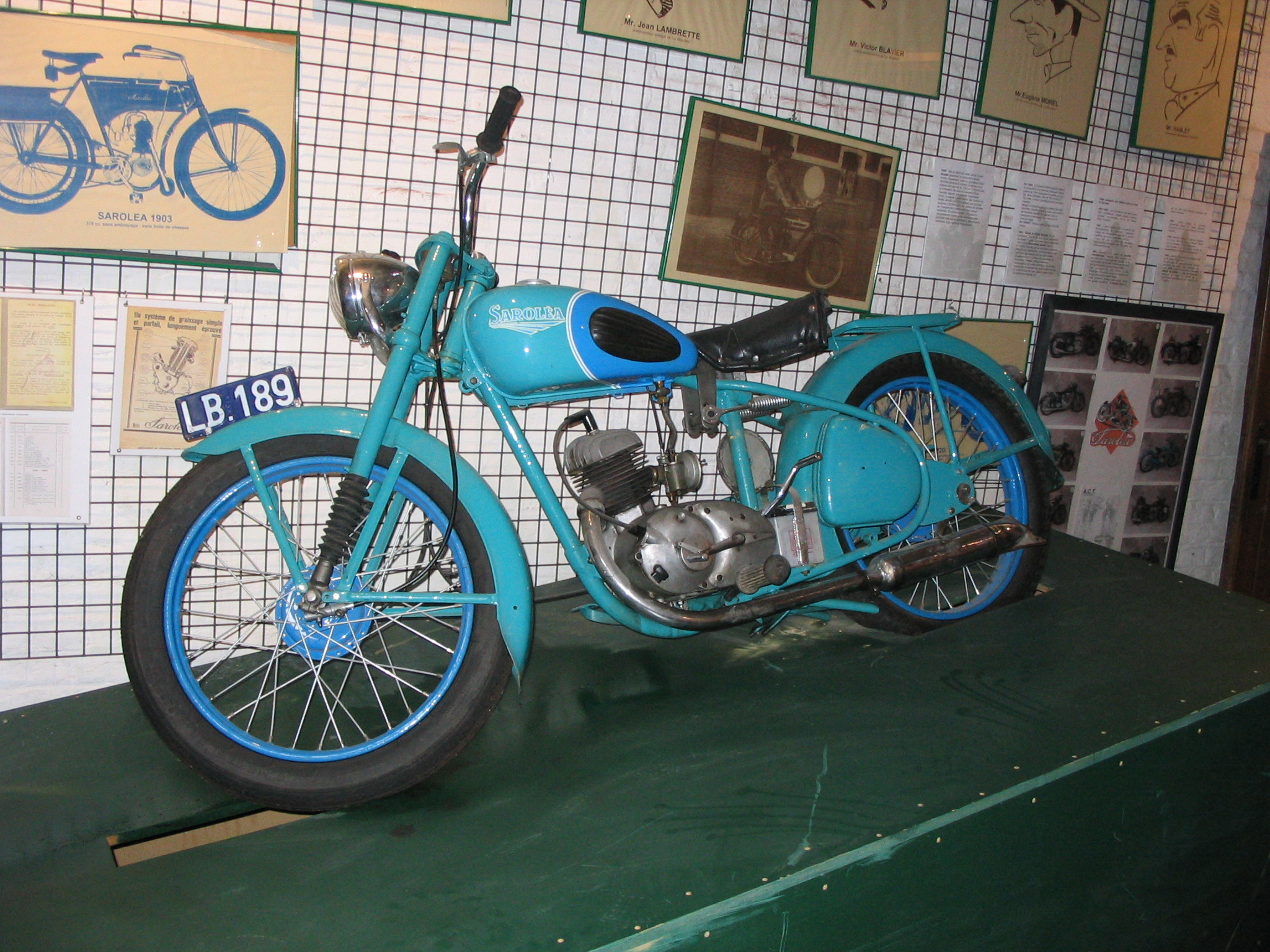
Saroléa model 50 LW Oiseau bleu del 1950 exposada al Museu Saroléa d'Herstal
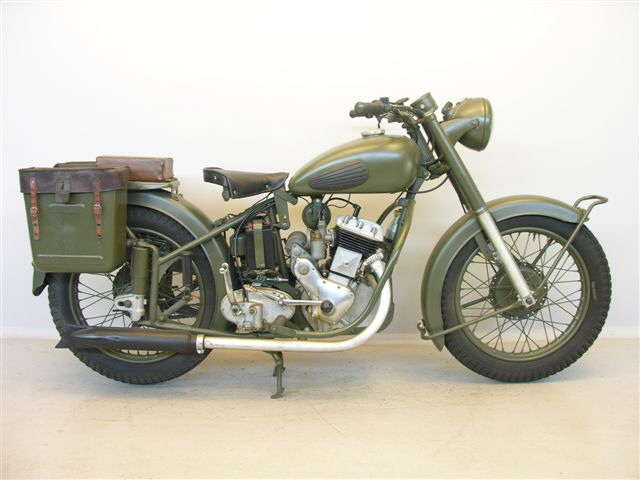
Saroléa model 51 A4 (400 cc) del 1951
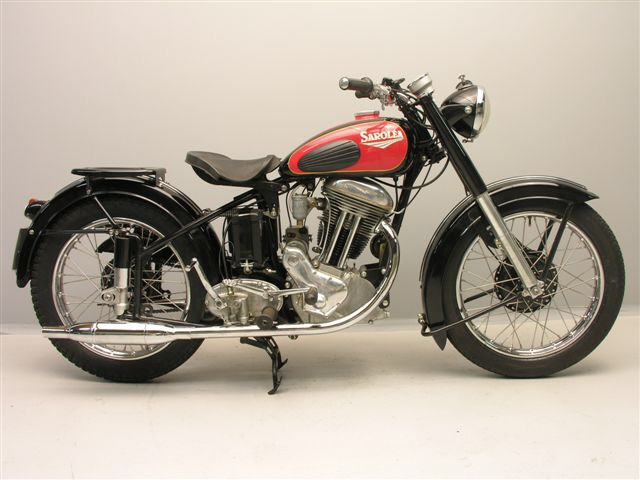
Saroléa Vedette (350 cc) del 1952